# Авл Манлій Вульсон Капітолін
Авл Ма́нлій Вульсо́н Капітолі́н (лат. Aulus Manlius Vulso Capitolinus;, ? — після 389 до н. е.) — політичний і військовий діяч часів Римської республіки, триразовий військовий трибун з консульською владою (консулярний трибун) 405, 402, 397 років до н. е.

## Життєпис
Походив з патриціанського роду Манліїв. Син Авла Манлія Вульсона, консула 474 року до н. е. і децемвіра 451—450 років до н. е. Про значну частину кар'єру нічого невідомо.

### Перша трибунська каденція
У 405 році до н. е. разом з Тітом Квінкцієм Капітоліном Барбатом, Луцієм Фурієм Медулліном, Гаєм Юлієм Юлом, Квінтом Квінкцієм Цинціннатом, Манієм Емілієм Мамерціном його було вперше обрано військовим трибуном з консульськими повноваженнями. Тоді Римська республіка вела війни проти міст-держав Вейї, Капени, а також з вольсками і фалісками. Втім, достеменно невідомо, проти яких ворогів воював Авл Манлій.

### Друга трибунська каденція
У 402 році до н. е. його вдруге було обрано військовим трибуном з консульськими повноваженнями, цього разу разом з Луцієм Вергінієм Трікостом Есквіліном, Гаєм Сервілієм Структом Агалою, Квінтом Сульпіцієм Камеріном Корнутом і Манієм Сергієм Фіденатом. Під час своєї каденції розпочав облогу міста Вейї, спробувавши захопити його, але змушений був відступити. Водночас поразки від капетанів та фалісків зазнали його колеги Луцій Вергій Трікост та Маній Сергій Фіденат. В результаті Манлій з останніми відмовився від посади раніше закінчення терміну.

### Третя трибунська каденція
У 397 році до н. е. втретє становиться консулярським трибуном, цього разу разом з Луцієм Фурієм Медулліном, Луцієм Юлієм Юлом, Авлом Постумієм Альбіном Регілленом, Луцієм Сергієм Фіденатом, Публієм Корнелієм Малугіненом. Під час цієї каденції разом з колегами воював проти міста-держави Вейї, проте без особливого успіху. Втім після відставки через похибку в обранні Луція Юлія та Авла Постумія, діяльність трибунів майже припинилися. Невдовзі вони склали свої повноваження.

### Подальша політична і військова діяльність
У 394 році до н. е. разом з Луцієм Сергієм Фіденатом та Луцієм Валерієм Потітом його було відправлено римським сенатом послами до Дельф, щоб відвести подарунок Аполлону золоту чашу та запитати щодо війни з Вейями. По дорозі їх захопили ліпарські пірати, проте невдовзі відпустили без викупу. Про результати посольства нічого невідомо.
У 390 році до н. е. брав участь у битві при Алії, де римляни зазнали тяжкої поразки від галів, втім зумів врятуватися. Згодом героїчно захищав Капітолій після захоплення галами-сенонами на чолі із Бренном самого Риму. За це отримав агномен Капітолін (тобто Капітолійський) разом з низкою інших патриціїв. 
Про подальшу долю Авла Манлія Вульсона Капітоліна після цього нічого невідомо.